# Ufficio di gabinetto (Regno Unito)
L'Ufficio di gabinetto (in inglese: Cabinet Office, CO) è un dipartimento esecutivo del Governo del Regno Unito responsabile per il supporto del Primo Ministro e del Gabinetto del Regno Unito.
È guidato dal Primo ministro, ma la sua gestione quotidiana è affidata al Segretario del gabinetto.

## Storia
Costituito nel dicembre 1916 dalla Segreteria del Comitato di Difesa Imperiale sotto la direzione di Sir Maurice Hankey, Primo Segretario del Gabinetto, il dipartimento sviluppò diverse unità per supportare i Comitati di Gabinetto e coordinare il raggiungimento degli obiettivi del governo da parte di altri dipartimenti ministeriali.

## Responsabilità
Le principali funzioni dell'ufficio di gabinetto sono:
- sostenere il Primo ministro nella definizione e realizzazione degli obiettivi del governo, nell'attuazione delle riforme politiche e costituzionali e nell'attuazione di priorità plurinazionali, come l'esclusione sociale e il settore terziario;
- supportare il Consiglio dei ministri, nel guidare la coerenza, la qualità e l'efficienza della politica e le operazioni decise;
- rafforzare il servizio civile (HM Civil Service), nel garantire che il "Servizio civile britannico" sia organizzato in modo efficace e che abbia la capacità in termini di competenze, valori e leadership, contribuendo al raggiungimento degli obiettivi di buon governo, inclusa la garanzia dell'uso corretto del denaro dei contribuenti (ciò implica la collaborazione con il Tesoro di Sua Maestà).

A questo ufficio è attribuita la responsabilità politica della Commissione elettorale, la Commissione per la ridistribuzione elettorale e l'Autorità parlamentare indipendente (IPSA).

## Direzione
L'Ufficio di gabinetto mira ad assistere il Primo ministro, il Ministro della funzione pubblica e il Primo lord del tesoro.
La funzione di Ministro di Stato nell'Ufficio di gabinetto è stata ricoperta da David Lidington a partire dall'8 gennaio 2018. La carica di Paymaster-General è vacante.
Il Segretario di gabinetto è a capo del Civil Service ed è anche responsabile dell'organizzazione interna dell'ufficio di gabinetto. L'attuale titolare è Sir Mark Sedwill, in carica dall'ottobre 2018.
Le responsabilità a livello nazionale includono:
- Il Servizio civile di sua maestà;
- la Commissione elettorale (Electoral Commission);
- la Commissione per la ridistribuzione elettorale (Boundary Commissions);
- l'Autorità indipendente per la valutazione normativa (Independent Parliamentary Standards Authority).[2]

Dopo la devoluzione britannica, i poteri si sono decentralizzati per:
- l'Ufficio del primo ministro: supporto al gabinetto del governo scozzese:
- Il Consiglio Direttivo dell'Esecutivo Scozzese;
- l'Ufficio del primo Ministro e vice primo ministro: coordinamento dell'esecutivo dell'Irlanda del Nord:
- Il Dipartimento delle finanze e del personale: servizio pubblico dell'Irlanda del Nord;
- l'Ufficio del primo ministro del Galles.[3]